# 파워레인저 사무라이

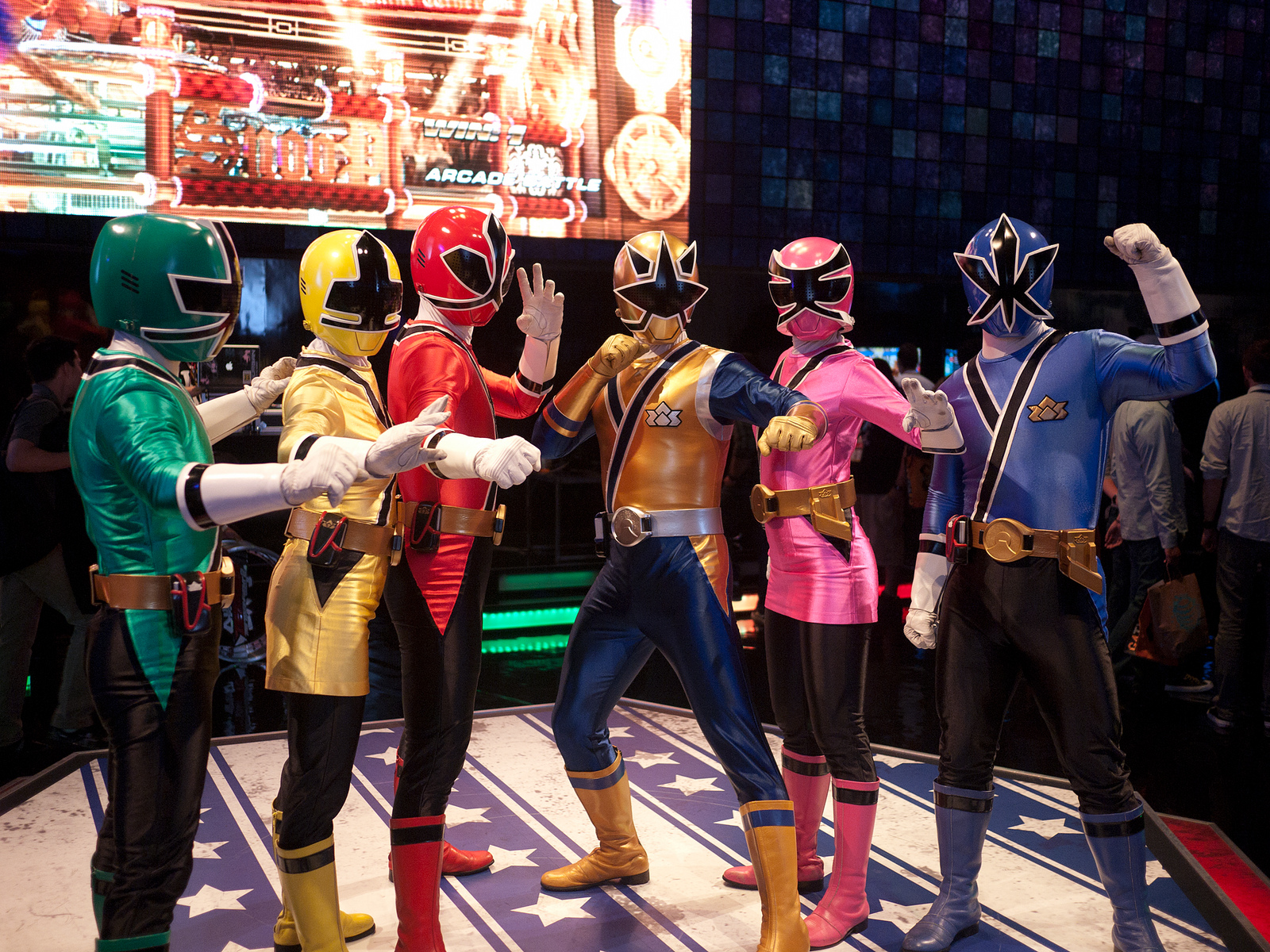

파워레인저 사무라이(Power Rangers Samurai)는 2011년 2월 7일부터 2012년 12월 15일까지 니켈로디언에서 방송된 특수 촬영 TV 드라마이다. 일본에서 2009년에 방영된 슈퍼전대 시리즈 제 33작 《사무라이전대 신켄저》를 기반으로 제작하였다. 2012년 2월 18일부터 2012년 12월 15일까지 두 번째 시즌인 파워레인저 슈퍼 사무라이가 방영되었다.